# Adrian Pukanych
Adrian Mykolayovych Pukanych (en ukrainien : Адріан Миколайович Пуканич) est un footballeur ukrainien, né le 22 juin 1983 à Vynohradiv. Il évolue au poste de milieu relayeur.

## Palmarès
- Chakhtar Donetsk
  - Vainqueur du Championnat d'Ukraine en 2005.
  - Vainqueur de la Coupe d'Ukraine en 2004.